# Luehea seemannii
Luehea seemannii é uma espécie de árvore tropical que pode ser encontrada no Panamá.